# Szibériai vörösfenyő

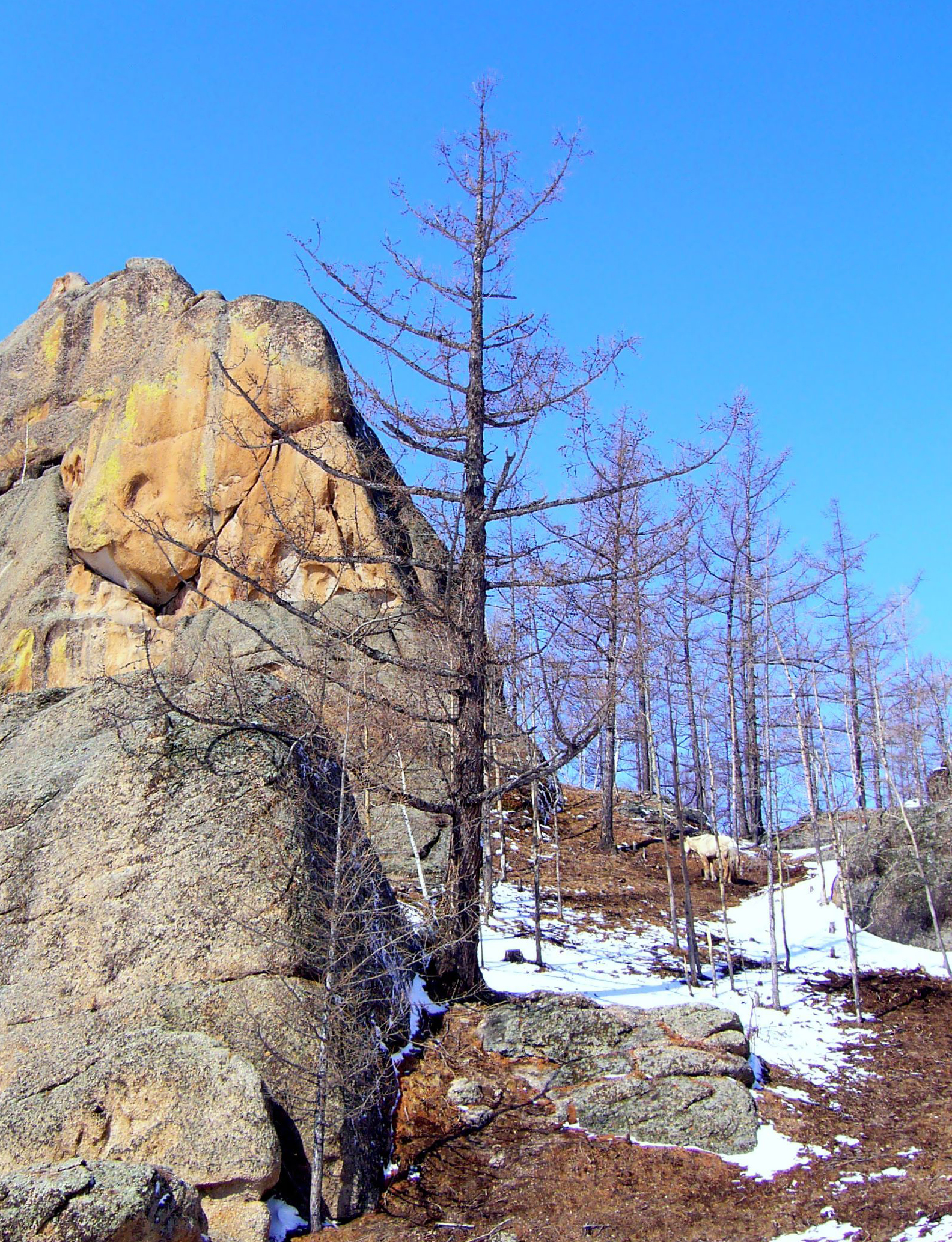
Télen

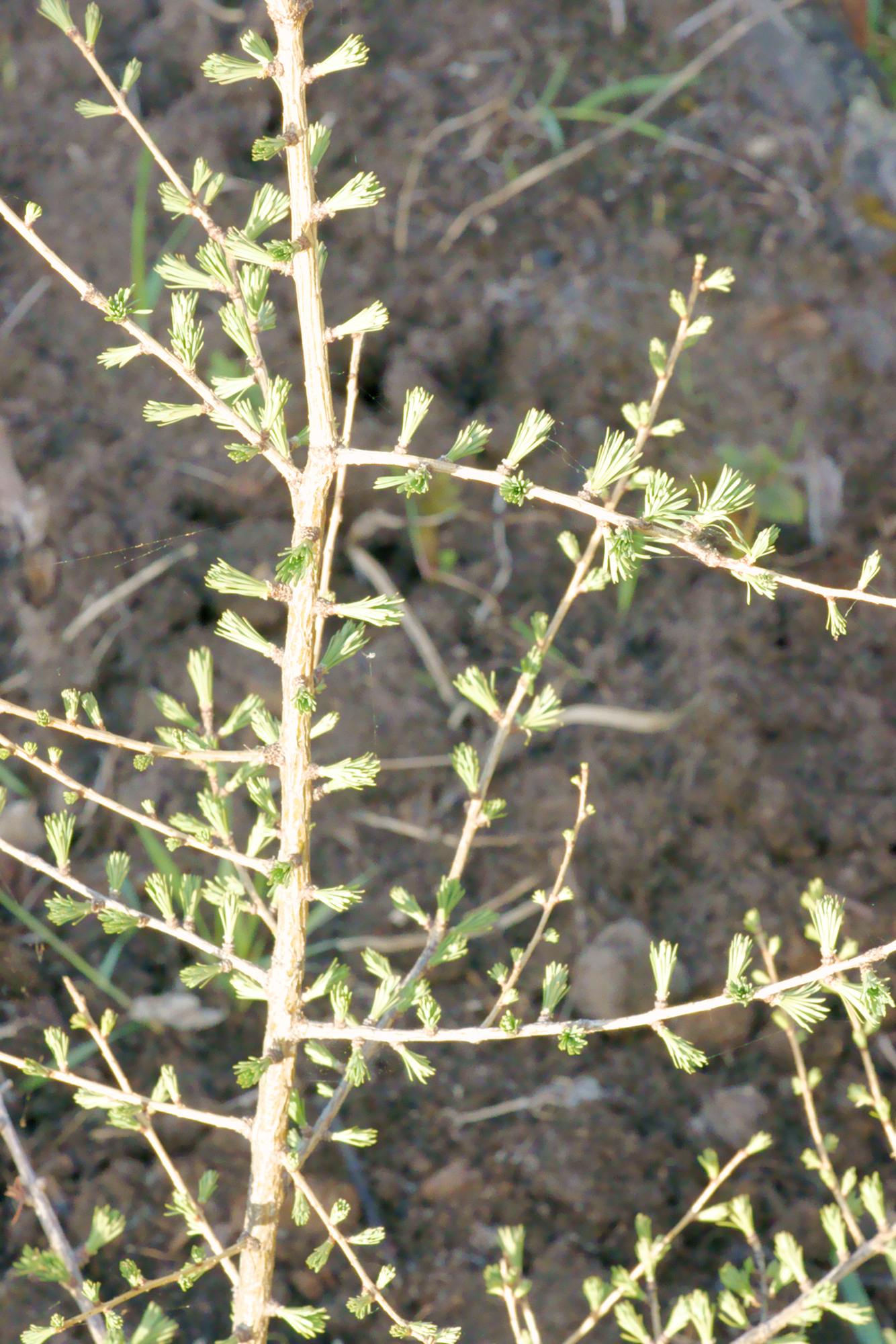
Levelei

A szibériai vörösfenyő (Larix sibirica) a fenyőalakúak (Pinales) vörösfenyő (Larix) nemzetségének egyik leggyakoribb és legismertebb faja.

## Elterjedése, élőhelye
Az eurázsiai–boreális flóraterület egyik meghatározó, Karéliától Nyugat-Szibériáig elterjedt fafaja: a nyugat-szibériai tajga fáinak csaknem fele szibériai vörösfenyő. Kelet-Szibériában a dauriai vörösfenyő váltja föl. A mérsékelt éghajlatú területeken csak a domb- és hegyvidékeken jellemző. Izlandra a 20. század első felében telepítették be. Eredetileg nyugat-szibériai növény, az Urál-hegység európai oldalán csak mintegy 2500–3000 éve jelent meg.

## Megjelenése, felépítése
Törzse egyenes; kérge mélyen repedezett. Levelei zöldek; a szélük ép. Toboza henger alakú.

## Életmódja
A lombhullató életmód eredményeként a konkurens fenyőfajoknál jobban viseli el a szárazságot, ezért a tajga övben részaránya a csapadék mennyiségének csökkenésével nő. Az úgynevezett világos tajga erdőalkotó fája. 500–600 éves koráig is elélhet.

## Felhasználása
Mint a többi vörösfenyőé.